# Кимкьясуй
Кимкьясуй — деревня в Берёзовском районе Ханты-Мансийского автономного округа — Югры Тюменской области России. Входит в состав сельского поселения Саранпауль. Население на 1 января 2008 года составляло 112 человек.
Почтовый индекс 628151, код ОКАТО 71112928003.

## Статистика населения
| Год  | Численность постоянного населения (среднегодовая) |
| ---- | ------------------------------------------------- |
| 2002 |                                                   |
| 2008 | 112                                               |
| 2010 |                                                   |

## Климат
Климат резко континентальный. Зима суровая с сильными ветрами и метелями, продолжающаяся семь месяцев. Лето относительно тёплое, но быстротечное.